# ديفيد سيلز
ديفيد سيلز (بالإنجليزية: David Seals)‏ (29 أبريل 1947، دنفر في الولايات المتحدة - 12 فبراير 2017، فلاغستاف في الولايات المتحدة)؛ روائي أمريكي.